# Perdicule argoondah
Perdicula argoondah
Espèce
Statut de conservation UICN

 LC  : Préoccupation mineure
La Perdicule argoondah (Perdicula argoondah) est une espèce d'oiseaux de la famille des Phasianidae.

## Distribution
La perdicule argoondah se rencontre dans l’ouest et le centre de la péninsule indienne ; de Gujarat, au nord, au Madhya Pradesh et à l’Andhra Pradesh à l’est, et au Kerala au sud.

## Sous-espèces
- P. a. argoondah  (Sykes, 1832), forme nominative, se rencontre du Madhya Pradesh jusqu’au niveau de Madras vers le sud.
- P. a. meinertzhageni  Whistler, 1937, est la forme du nord de l’Inde, jusqu’au Madhya Pradesh et au Gujerat au sud.
- P. a. salimalii  Whistler, 1943, vit dans les terrains désertiques de latérite du sud-ouest de l’Inde, dans l’état de Kerala (Chitaldrug).

## Habitat
Cette espèce affectionne les terrains de basse altitude, très secs, rocailleux ou sablonneux, couverts d’une maigre végétation. Elle monte rarement au-dessus de 600 m.

## Mœurs
Cette perdicule vit en compagnies de 10 à 20 oiseaux, consistant probablement en une réunion d’unités familiales. Elle juche en petits groupes, tous les oiseaux étroitement serrés les uns contre les autres. D’après Madge et McGowan (2002), les habitudes de cette espèce sont similaires à celles de la perdicule rousse-gorge.

## Voix
La voix serait semblable à celle de l’espèce précédente mais elle est mal connue faute de référence précise dans la littérature.

## Nidification
Cette perdicule est monogame. Le nid est une simple cuvette, creusée à la base d’une touffe d’herbes, d’un buisson ou d’un rocher, délimitée par quelques débris herbacés. La ponte a lieu toute l’année, probablement en liaison avec les précipitations, mais on trouve le plus de couvées au printemps et à l’automne. La femelle assure seule l’incubation. Plusieurs nichées peuvent se réunir après l’éclosion sous la surveillance de plusieurs oiseaux adultes (Hennache & Ottaviani 2011).

## Statut, conservation
Cette espèce n’est pas considérée comme menacée en raison de ses préférences d’habitat qui ne la soumettent pas aux pressions du développement agricole.